# Grenzübergang Eußenhausen/Meiningen

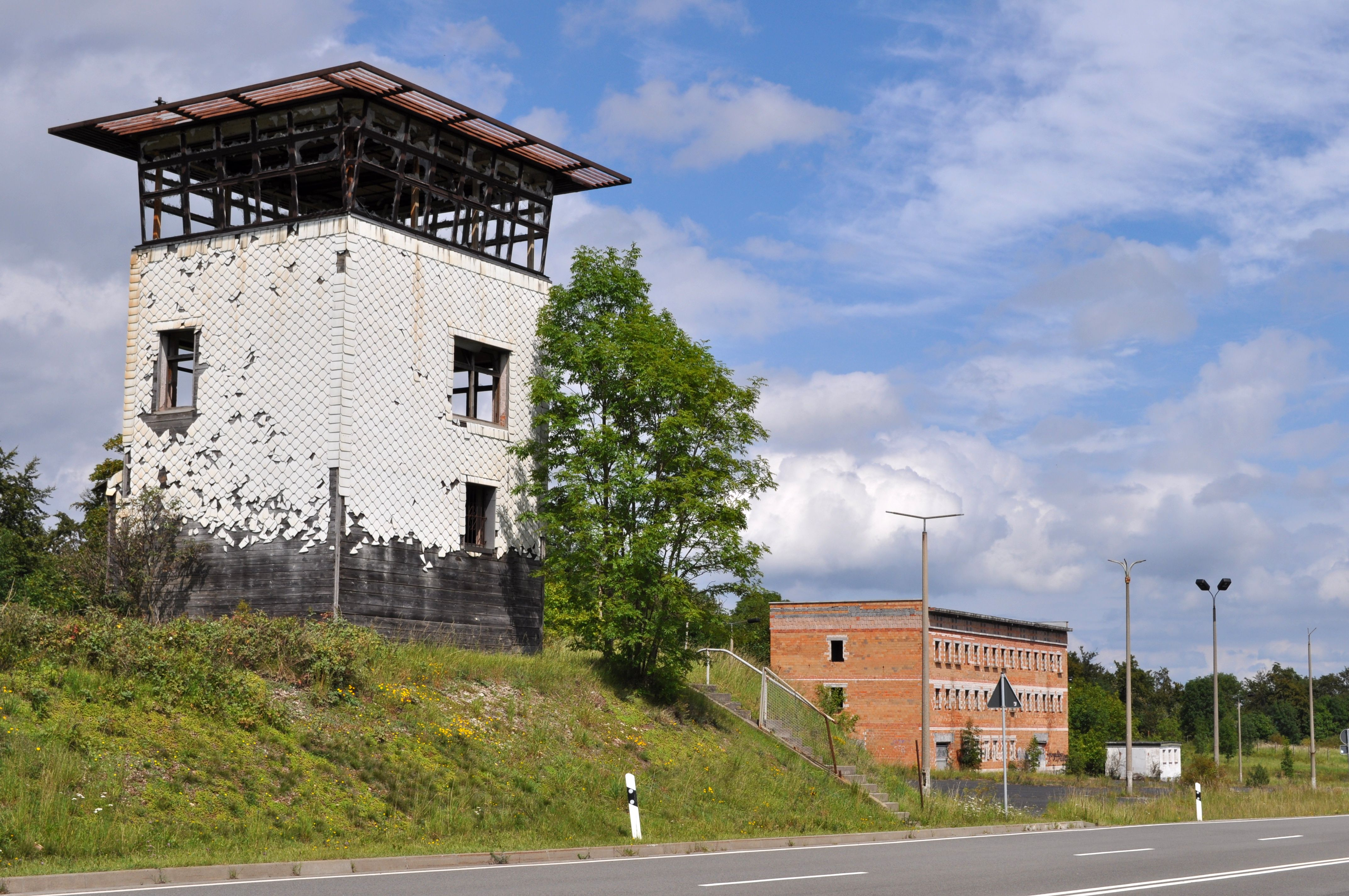
Ehemaliger Grenzübergang Eußenhausen/Meiningen mit Wachturm und unvollendetem Backsteinbau

Der Grenzübergang Eußenhausen/Meiningen war von 1973 bis 1990 ein Grenzübergang an der damaligen dort verlaufenden Bundesstraße 19 (heute ST2445) bzw. Fernverkehrsstraße 19 (in der DDR) zwischen der Bundesrepublik Deutschland und der DDR in der östlichen Rhön zwischen Eußenhausen bei Mellrichstadt in Bayern und Henneberg bei Meiningen in Thüringen.

## Geschichte

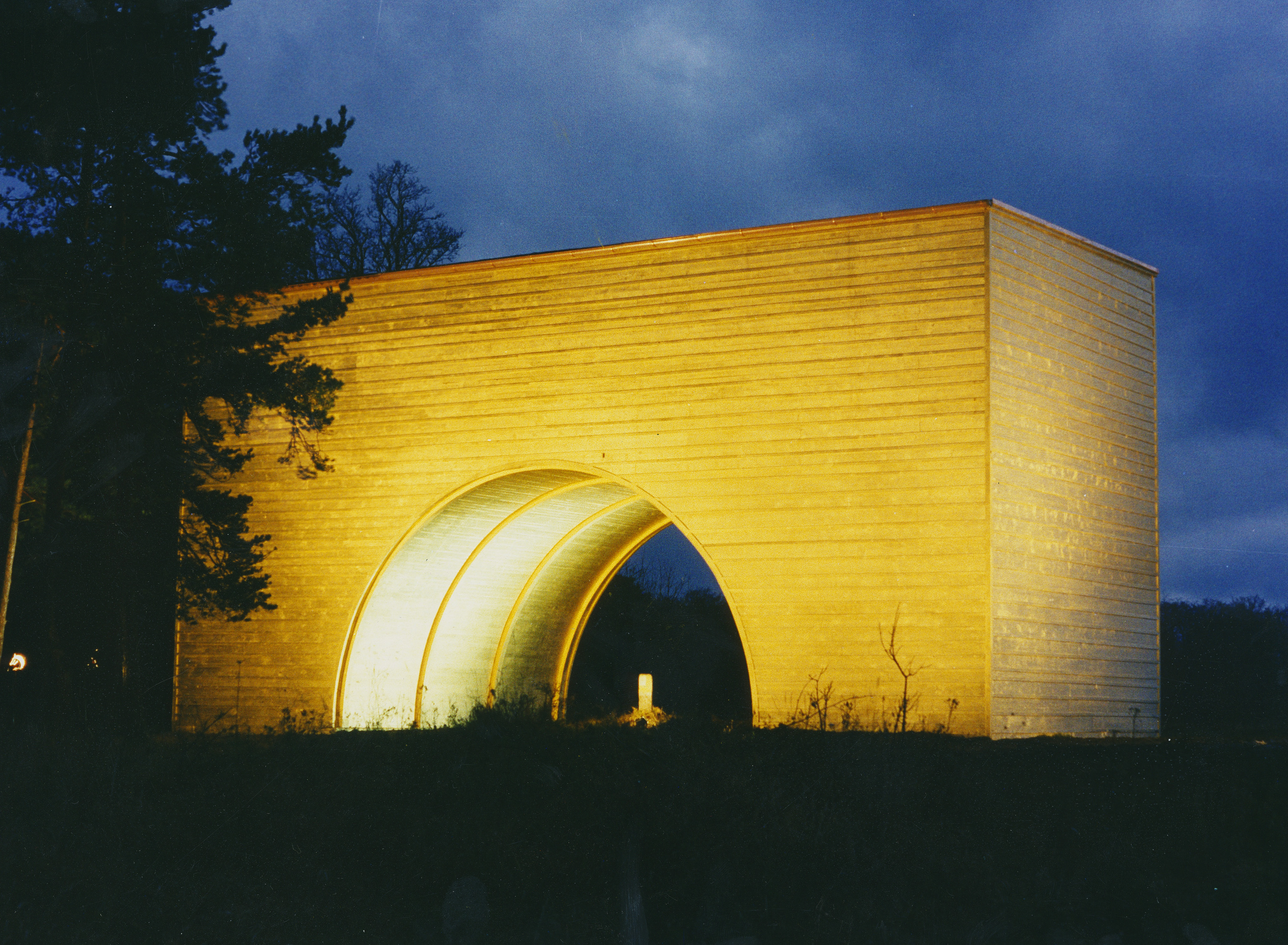
Goldene Brücke (Jimmy Fell)

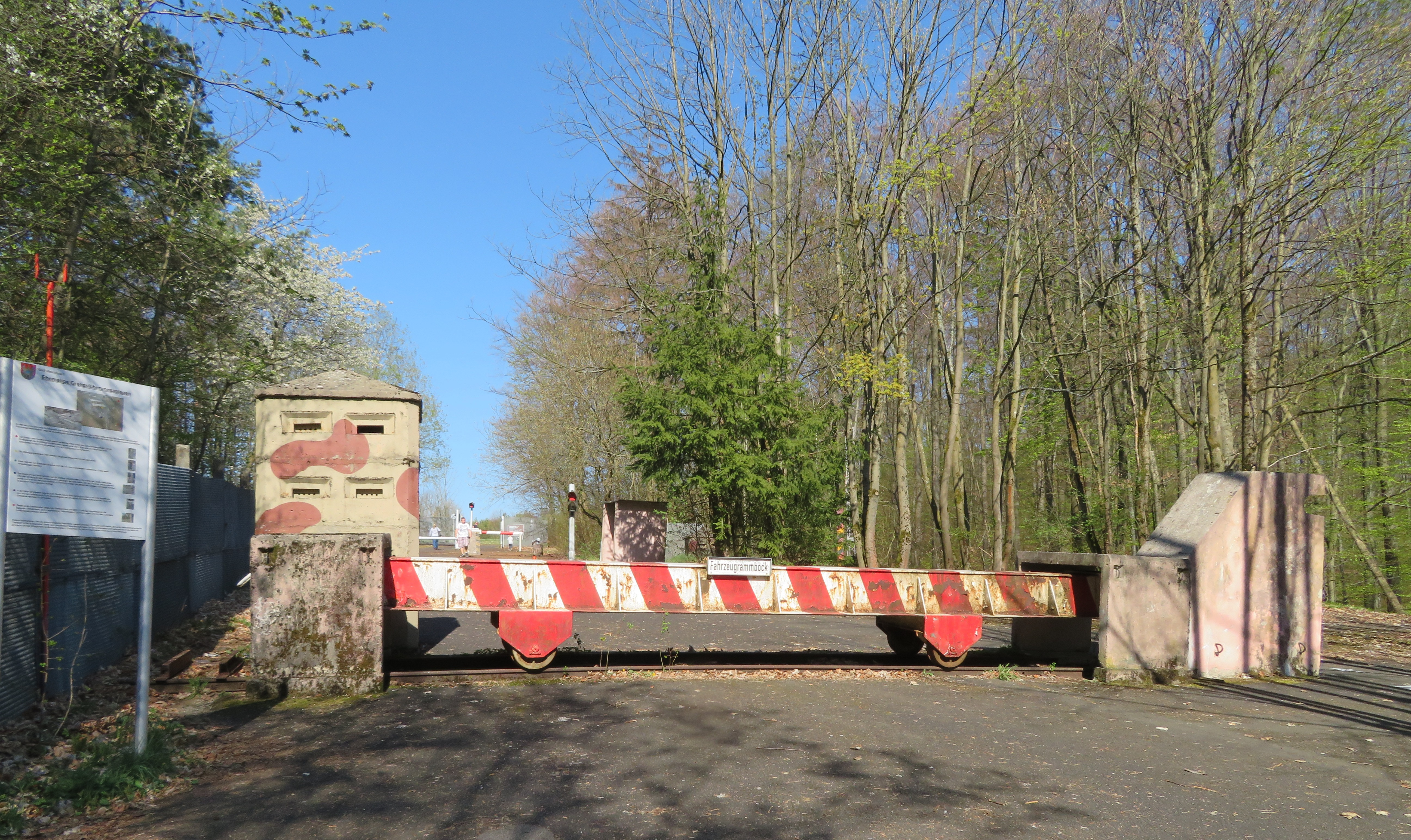
Alte Grenzsperranlage auf der bayerischen Seite

In den ersten Nachkriegsjahren war die Trennlinie an der Reichsstraße 19 zunächst noch durchlässig, im kleinen Grenzverkehr konnten Bauern, Handwerker, Händler und Arbeiter passieren. Aber schon 1946 stellte die Sowjetunion in ihrer Zone deutsche Grenztruppen auf und ließ erste Waldschneisen schlagen, im Sommer 1947 wurden Stacheldrahthindernisse und die ersten Straßensperren errichtet. Am 30. April 1948 wurde der Übergangspunkt Eußenhausen zunächst geschlossen.
Der neue Grenzübergang Eußenhausen/Meiningen an der nun F 19 (DDR)/B 19 (BRD) genannten Fernstraße wurde am 21. Juni 1973 eröffnet und diente dem Kleinen Grenzverkehr (Tages- und Zweitagesreisen), der zwischen den beiden deutschen Regierungen zur Verbesserung der grenznahen Kontakte vereinbart worden war. Diese Regelung galt sowohl für Besuche als auch für touristische Aufenthalte und organisierte Busreisen. Weiterhin diente er Reisen für längerfristigen Aufenthalt in der DDR (so genannter Wechselverkehr). Der Unterschied bestand in verschiedenen Anmeldeprozeduren. Der Transitverkehr nach West-Berlin und Drittstaaten war über diesen Grenzübergang nicht möglich. Der Grenzübergang besaß zwei Wachtürme, einen Fahrzeug-Rammbock, eine überdachte Abfertigungsanlage mit neun Fahrspuren und einen in Richtung Henneberg gelegenen Intershop.
Nach der Öffnung der innerdeutschen Grenze am 9. November 1989 (das erste Fahrzeug aus Richtung Meiningen, ein Trabant 601, überquerte die Grenze am 10. November 1989 um 3.40 Uhr) und der deutschen Wiedervereinigung am 3. Oktober 1990 wurden die umfangreichen Sperr- und Abfertigungsanlagen beseitigt. Die Bundesstraße 19 baute man wegen des nun sehr stark erhöhten Verkehrsaufkommens beidseitig der ehemaligen Grenze umfangreich aus. Nach der Eröffnung der Bundesautobahn 71 wurde sie zur Landesstraße abgestuft. 
Heute ist auf der Thüringer Seite, „Auf der Schanz“ nahe Henneberg, nur noch ein Wachturm und ein unvollendeter Backsteinbau für geplante Büroräume der Passkontrolle, des Zolls und der Grenztruppen erhalten. Auf der bayerischen Seite befindet sich auf einem Parkplatz – gegenüber der nicht mehr vorhandenen westdeutschen Grenzabfertigungsstelle – eine Sammlung von Grenzsperranlagen. Auf dem einstigen Todesstreifen wurde ein Skulpturenpark sowie die „Goldene Brücke“ errichtet.

## Friedensweg
Diese ehemalige Grenzübergangsstelle ist auch der Ausgangspunkt für den Friedensweg, der die deutsch-deutsche Geschichte von 1945 bis 1990 beschreibt. Mit Unterstützung der Landkreise Schmalkalden-Meiningen und Rhön-Grabfeld sowie der angrenzenden Gemeinden gelang es einem Verein, diesen 40 Kilometer langen Weg zwischen ehemaliger Grenzübergangsstelle und Birx mit 40 Informationstafeln zu versehen.